# Chim bằng

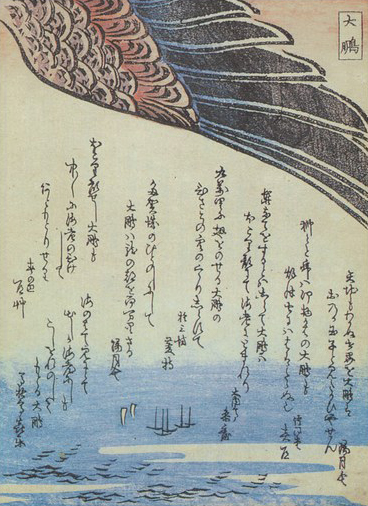
Minh họa cánh chim Bằng trong Kyoka Hyaku Monogatari

Chim bằng là một loài chim trong truyền thuyết, được cho là có kích thước tương đối lớn, và hình dạng có nhiều điểm giống một số loài trong họ Ưng. Tên gọi trong tiếng Việt nhiều khả năng xuất phát từ tiếng Hán 大鵬 đại bằng hay 鹏 (giản thể: 鹏; phồn thể: 鵬; bính âm: péng; Wade–Giles: p'eng). Đại bàng xuất hiện trong nhiều truyền thuyết của Việt Nam như Thạch Sanh, trong Nghìn lẻ một đêm của văn hóa Ả Rập.

## Hình tượng trong văn hóa Á Đông
Thiên thứ nhất của Nam Hoa kinh, Tiêu dao du kể rằng: "Biển bắc có con cá tên là Côn, lớn không biết mấy ngàn dặm. Nó biến thành con chim tên là Bằng, lưng của con chim Bằng lớn cũng không biết mấy ngàn dặm. Khi con chim Bằng ấy vỗ cánh bay lên cao, hai cánh nó lớn như đám mây che cả bầu trời. Loài chim ấy, khi biển động, sóng lớn gầm gào, nó liền chuyển về biển nam. Chỗ biển nam ấy là một cái ao vĩ đại do thiên nhiên tạo thành". Theo thiên Tiêu dao du trong sách Trang Tử (Nam Hoa Kinh) có truyện ngụ ngôn kể rằng chim bằng là một giống chim to lớn, đập cánh làm động nước trong ba ngàn dặm, cưỡi gió mà bay lên chín ngàn dặm.